# La Traversée (film, 2021)
Pour les articles homonymes, voir La Traversée.
Pour plus de détails, voir Fiche technique et Distribution.
La Traversée est un film d'animation franco-tchéco-allemand réalisé par Florence Miailhe et sorti en 2021.

## Synopsis
Après l'attaque de leur village par des miliciens, une famille (les parents, leur fille Kyona , treize ans, leur fils Adriel, douze ans, deux jumeaux plus jeunes et un bébé) cherche à fuir le pays pour se réfugier chez un cousin. Ils partent en train. Les parents ayant été arrêtés lors d'un contrôle de police, les deux aînés se retrouvent seuls au terminus.
Kyona se fait voler son sac. Les deux enfants parviennent à poursuivre les voleurs : des enfants des rues, qui rapportent leur butin à leur chef, Iskender. Kyona et Adriel, seuls, n'ont pas d'autre choix que de rejoindre ce gang.
Mais un jour, Iskender doit céder les deux enfants à Jon, un trafiquant qui veut les revendre à un couple de bourgeois. Après une traversée en bateau avec un passeur, Kyona et Adriel arrivent chez le couple, dont la femme est une actrice très connue. Le couple cherche à leur faire oublier leur identité et leur passé: les enfants ont de nouveaux prénoms et Adriel doit se teindre les cheveux en blond. Si Adriel accepte cette nouvelle vie, ce n'est pas le cas de Kyona. Le couple cherche alors à remplacer Kyona, tout en voulant garder Adriel. Apprenant cela, ce dernier aide sa sœur à s'enfuir dans la forêt. Celle-ci étant considérée comme maudite, les deux enfants ne sont pas poursuivis. Mais ils se séparent.
Il se met à faire froid et à neiger. Kyona est sauvée dans la neige par Babayaga, une femme qui a les mêmes tatouages sur le visage qu'Iskender (tatouages des Skanderbergs). Un jour, Babayaga donne une broche à Kyona.
Après quelques mois, Kyona découvre un cirque nomade à l'orée de la forêt. Elle y retrouve Adriel, déguisé en fille. Elle est intégrée à la troupe et fait des numéros avec son frère. La troupe se rapproche peu à peu de la frontière, mais il devient de plus en plus difficile de passer les contrôles. Kyona et Adriel, ainsi qu'Erdewan, le petit ami de Kyona, décident de partir tenter leur chance de leur côté. Mais ils se font arrêter et sont internés dans un camp.
Dans ce camp, Kyona retrouve Iskender. Elle lui donne la broche. Iskender lui dit que sa mère avait la même.
Un jour, Kyona et Adriel fuient avec d'autres enfants, mais dans leur tentative, Erdewan est tué. À la sortie d'un tunnel, ils tombent sur Iskender et Jon. Alors que ce dernier veut récupérer les enfants, Iskender le tue avec la broche, permettant ainsi aux deux héros de poursuivre leur aventure.

## Fiche technique
- Titre original : La Traversée
- Réalisation : Florence Miailhe
- Scénario : Florence Miailhe et Marie Desplechin
- Musique : Philipp Kümpel et Andreas Moisa
- Montage : Julie Dupré et Nassim Gordji Tehrani
- Production : Dora Benousilio, Luc Camilli, Martin Vandas et Ralf Kukula
- Sociétés de production : Les Films de l'Arlequin, Balance Film Gmbh, Maurfilm S.R.O. et XBO Films
- Société de distribution : Gebeka Films
- Pays de production :  France,  Allemagne et  Tchéquie
- Langue originale : français
- Format : couleur
- Genre : animation, drame
- Durée : 84 minutes
- Dates de sortie :
  - France : 16 juin 2021 (Festival international du film d'animation d'Annecy)[1] ; 29 septembre 2021 (en salles)
  - Allemagne : 28 avril 2022[2]

## Distribution
- Emilie Lan Dürr : Kyona
- Florence Miailhe : Kyona âgée
- Maxime Gémin : Adriel
- Arthur Pereira : Iskender
- Serge Avédikian : Jon
- Axel Auriant : Erdewan
- Jocelyne Desverchère : Florabelle della Chiusa
- Marc Brunet : Maxime della Chiusa
- Aline Afanoukoé : Madame
- Polina Borisova : Shaké
- Mehdi Guerbas : Issawa
- Samuel Debure: le père
- Anne Cart : la mère
- Hélène Vauquois : Marie
- Jenny Bellay : Babayaga

## Genèse du film
L'écriture du film a débuté en 2006 à l'abbaye royale Notre-Dame de Fontevraud, où Florence Miailhe est invitée en résidence par Xavier Kawa-Topor. Il s'agit de la première résidence du film d'animation sur le site qui conduira à la fondation de la NEF Animation quelques années plus tard. En 2010, le projet fait l'objet d'une exposition présentée à Fontevraud, au festival Anima de Bruxelles et au Festival Premiers Plans d'Angers, où le scénario, coécrit avec Marie Desplechin et lu par Ariane Ascaride, gagne le prix du meilleur scénario. 
Florence Miailhe s'inspire de son histoire familiale et des carnets de croquis de sa mère, la peintre Mireille Miailhe, mais aussi du drame des migrants d'aujourd'hui, notamment documenté par son mari le photographe Patrick Zachmann.  
Il faut dix ans à la productrice Dora Benousilio pour rassembler le financement nécessaire, tout en développant le projet. Le film est réalisé en peinture animée, technique dont Florence Miailhe s'est fait une spécialité. L'enjeu pour la réalisatrice est le passage d'un travail en solitaire, tel qu'elle le mène sur ses courts métrages, à la direction d'une équipe. 
La fabrication du film, coproduit par la France, l'Allemagne et la Tchéquie, se répartit entre plusieurs studios : XBO Films à Toulouse, Balance Film à Dresde et Maur Films à Prague. Elle débute par la réalisation à Toulouse de plus de 500 décors, confiée à dix décoratrices. Quatorze animatrices et un animateur travaillent ensuite sous la direction de Florence Miailhe simultanément dans les trois pays, où quatorze bancs-titres sont construits pour les besoins du film. La réalisation dure trois ans. 
La musique est composée par Philippe Kumpel et enregistrée en Allemagne. La voix de la narratrice est interprétée par Florence Miailhe elle-même dans la version française, et par Hanna Schygulla dans la version allemande. 
En 2017, le scénario, accompagné de la projection des décors réalisés à Toulouse, fait l'objet d'une lecture publique à l'abbaye de Fontevraud par Isabelle Carré à la suite de laquelle La Traversée est lauréat de la Fondation Gan pour le cinéma. En 2019, le film est présenté en work in progress au festival d'Annecy, où il reçoit en 2021 la mention du jury pour le long métrage.
En 2023 paraît aux éditions Delpire, un livre de 256 pages retraçant, à travers les croquis, dessins préparatoires de la réalisatrice, des décors et photogrammes, la genèse du film.

## Accueil critique
« Une poignante odyssée d'enfants migrants, comme sortis d'un tableau de Chagall » selon Télérama. Florence Miaihle utilise la peinture sur verre pour chaque plan selon une technique d'animation très particulière.
En partant de son histoire familiale où d'une part, ses aïeux, juifs ukrainiens, connurent les pogroms et l'exil au début du XXe siècle et d'autre part, ses propres parents durent fuir par les routes pour rejoindre la zone libre afin d'échapper à la terreur des nazis, les personnages créés par Florence Miailhe pourraient être aussi bien juifs, afghans que syriens ou maliens. C'est l'éternelle errance des réfugiés à la fois dans une Europe intemporelle et imaginaire et cependant très actuelle. La réalité du passé mais aussi celle du présent.
« Les enfants ont cette énergie d'essayer de surmonter tout ce qui leur arrive et d'aller de l'avant, tout le temps » dit Florence Miailhe dans une interview à France Culture.

## Distinctions

### Récompenses
- Festival Premiers Plans d'Angers 2010 : prix du meilleur scénario[11]
- Festival international du film d'animation d'Annecy 2021 : mention du jury pour un long métrage
- Festival du nouveau cinéma de Montréal 2021[12] :
  - prix de l'innovation Daniel Langlois (compétition internationale) ;
  - prix Audentia de la meilleure réalisatrice.
- Festival Anim'est de Bucarest (festival international du film d'animation de Bucarest) 2021 : prix du meilleur long métrage[13]
- Festival Animation is Film de Los Angeles 2021 : prix du public[14]
- Bucheon International Animation Festival (BIAF) 2021, Corée du Sud : grand prix, prix du public, prix Diversité[15]

### Nomination
- César 2022 : meilleur film d'animation